# Edificio Santa Lucía
El Edificio Santa Lucía, también denominado Edificio Barco, es un inmueble residencial de estilo moderno ubicado en la intersección de las calles Merced y Santa Lucía, en el centro de la ciudad de Santiago, Chile. Fue construido entre los años 1932 y 1934 por los arquitectos Sergio Larraín García-Moreno y José Arteaga, y fue uno de los primeros exponentes de su estilo en suelo chileno.
Su forma, que se asemeja a un barco con pequeñas ventanas redondas, tiene una pequeña curvatura que sigue el contorno de la calle Santa Lucía.